# Cristian David
Cristian David (născut Cristian Troacă, la 26 decembrie 1967, București) este un om politic român, senator de Vaslui în legislaturile 2004-2008 și 2008-2012, și care a îndeplinit funcția de ministru delegat pentru controlul implementării programelor cu finanțare internațională și urmărirea aplicării aquis-ului comunitar (2004-2007) și apoi pe cea de ministru al Internelor și Reformei Administrative, din data de 5 aprilie 2007, ca urmare a restructurării guvernamentale a cabinetului Tăriceanu. În 2012 a devenit primul ministru liberal delegat pentru românii de pretutindeni, în guvernarea USL. 

## Biografie
S-a născut la data de 26 decembrie 1967, în municipiul București, numele său la naștere fiind Cristian Troacă. A luat numele de David în urma primei căsătorii. A absolvit studiile liceale la Liceul C. A. Rosetti din București, profilul fizică-chimie (1986), după care a fost angajat la TMUCB București (1986-1990), devenind apoi proiectant la Centrul de Proiectare TMUCB București (1990-1991). 
În anul 1987 și-a satisfăcut serviciul militar obligatoriu la Școala de ofițeri în rezervă din Bacău, în prezent având gradul de locotenent-colonel în rezervă.
A intrat în domeniul privat, îndeplinind funcția de director la Van Soestbergen Import Export SRL (1992-1994) și la Team International Import Export SRL (1995-1996). În această perioadă, a urmat cursuri de vară cu temele „Liberalism, socialism, conservatorism" (1991) și „Tranziția la economia de piață în țările central și est-europene” (1993), ambele fiind organizate de Academia Sintra din Portugalia.
A absolvit studii universitare la Facultatea de Cibernetică, Statistică și Informatică Economică din cadrul Academiei de Studii Economice din București (în 1997) și apoi studii postuniversitare în domeniul securității naționale la Colegiul Național de Apărare (2004). În anul 2006, a obținut doctoratul în științe economice în cadrul aceleiași instituții de învățământ superior cu teza Analiza statistică a eforturilor și efectelor aderării României la Uniunea Europeană.

### Activitatea sportivă
Cristian David a fost un practicant al înotului și jocului de polo pe apă. A învățat înotul, la vârsta de 7 ani, la Centrul Sportiv Școlar nr.1 sub îndrumarae profesorului Mircea Olaru. A fost legitimat la CS Dinamo (1975-1986) având antrenori pe Anatol Grințescu, M.Deșliu, S. Niculescu și Dinu Popescu, perioadă în care a câștigat, de mai multe ori titlul de campion național de juniori. 
Între 1986-1990, a activat la Sportul Studențesc (CSU), sub îndrumarea antrenorului Gheorghe Zamfirescu. A
fost finalist în Cupa României. A făcut parte din lotul lărgit de juniori, avându-l antrenor pe Virgil Pleșca. Are calificarea de instructor de înot. Din 2001, s-a implicat în activitatea foștilor jucători de polo, fiind membru fondator al Masters Water Polo Club (activitatea veteranilor), fiind ales în funcția de președinte. Acest club și-a propus să promoveze jocul de polo în rândul copiilor și juniorilor, să stimuleze jucătorii talentați și să revigoreze acest sport.

## Activitatea politică
Imediat după Revoluția din decembrie 1989, a devenit membru al Partidului Național Liberal (PNL). În perioada 1990-1993 a fost coordonator al Organizației Tineretului Universitar Național Liberal, consilier al Free Congress Foundation (1992-1993) și consilier al Fundației Friedrich Naumann (1990-1992). Îndeplinește apoi funcțiile de membru al Biroului Permanent Central al PNL (1991-1993) și secretar general al Organizației Tineretului Național Liberal (1993-1997).
Ca urmare a apartenenței sale politice, Cristian David este numit consilier la Ministerul Tineretului și Sportului (în perioada în care Ministerul era condus de Crin Antonescu) și membru al Biroului Comitetului Interguvernamental pentru Politici de Tineret din cadrul Consiliului Europei (1997-1998). Revine în sectorul privat ca director la Team International Consult SRL (1999-2004). În paralel, a predat ca lector asociat la Catedra de Statistică și Previziune Economică din cadrul ASE București (2001-2004).
Cristian David se afirmă în cadrul PNL, ocupând pe rând funcțiile de director al Departamentului de Relații Externe al PNL (1997-2004), membru al Delegației Reprezentanților Naționali a PNL, membru al Comisiei de Politică Externă, membru al Comisiei pentru Politici Publice de Apărare și Ordine Publică și membru al Comisiei de Integrare Europeană (2002-2004), membru al Comitetului Electoral al Partidului Liberal Democrat European (ELDR) pentru campania “Alegerile Europene 2004” (2003-2004), președinte al Comisiei de Politică Externă a PNL (2004-2005). Devine apoi membru al Biroului Permanent Central al PNL (din 2005), coordonator al comisiilor de specialitate din cadrul Consiliului Reprezentanților Naționali (2005-2006), membru fondator al Institutului de Studii Liberale (din 2006) și responsabil cu activitatea de formare și instruire (din 2006).

### Senator de Vaslui
În urma alegerilor din noiembrie 2004, Cristian David a fost ales ca senator de Vaslui pe listele Alianței Dreptate și Adevăr PNL-PD, fiind în această calitate membru al Comisiei pentru drepturile omului, culte și minorități. În legislatura 2004-2008, Cristian David a fost membru în grupurile parlamentare de prietenie cu Republica Indonezia și Republica Azerbaidjan. În legislatura 2008-2012, Cristian David a fost membru în grupurile parlamentare de prietenie cu Republica Columbia și Republica Slovacă.

### Ministru
La data de 29 decembrie 2004, a fost numit în demnitatea de ministru delegat pentru controlul implementării programelor cu finanțare internațională și urmărirea aplicării aquis-ului comunitar, funcție care a fost desființată la 5 aprilie 2007.
La data de 5 aprilie 2007, ca urmare a restructurării guvernamentale a cabinetului Tăriceanu, Cristian David a fost numit în funcția de ministru al Internelor și Reformei Administrative.
În calitate de ministru de interne, David a promovat o propunere legislativă, adoptată în martie 2008 prin ordonanță de urgență, pentru înăsprirea regimului armelor neletale.
De asemenea, în calitate de ministru al internelor și reformei administrative, a inițiat un pachet legislativ care prevede, în special măsuri de îmbunătățire a condițiilor de muncă dar și de protejare a polițiștilor. Demersul are ca obiectiv principal creșterea nivelului de siguranță al cetățeanului și cuprinde:  două hotărâri de guvern privind asigurarea unor despăgubiri pentru polițiști în cazul unor vătămări în timpul și în legătură cu serviciul și, respectiv, asigurarea asistenței juridice gratuite polițiștilor chemați în judecată ca urmare a exercitării atribuțiunilor de serviciu.:   o ordonanță de urgență privind creșterea indicatorilor de ierarhizare pentru agenții de poliție operativi.
Pe lângă aceste măsuri, a inițiat un dialog la nivelul Ministerului Justiției, pentru incriminarea mai severă a infracțiunilor de ultraj, odată cu elaborarea noului Cod Penal.
David a luat poziție în vara lui 2008 în problema infracționalității din taberele de romi din Italia proveniți din România și a tratării acestei probleme de către autoritățile italiene, afirmând că acei romi trebuie să fie tratați ca cetățeni comunitari. El a participat și la campania Realitatea TV împotriva amprentării locuitorilor din taberele de romi, lăsându-și amprenta la sediul Realitatea TV în semn de protest.

### Controverse
În octombrie 2008, a ieșit la iveală o achiziție pe bani publici efectuată de Ministerul Internelor și Reformei Administrative, prin care se achiziționau autovehicule Dacia Logan la prețuri de 45.000 de euro, prețuri care, dacă se adaugă și taxele de leasing asociate, ajung la aproximativ 70.000 de euro. Ca urmare, Partidul Democrat Liberal, de opoziție, i-a cerut ministrului demisia. Acesta nu a demisionat, cerând în schimb—și primind din partea Primului Ministru—concedierea șeful poliției, chestorul Gheorghe Popa. În presă, rămânerea lui David în funcție a avut ca efect acuzații că Popa a fost doar un țap ispășitor și că ministrul a evitat astfel răspunderea pentru afacere, pasând-o pe umerii șefului Poliției.

### Cazul Abraham
O lună mai târziu, în noiembrie 2008, Pavel Abraham, un ofițer superior de poliție retras din funcție în perioada mandatului ministrului David, a afirmat la o emisiune TV că la o percheziție la locuința acestuia, efectuată în 1995, pe când era director al firmei Van Soesbergen SA, s-au găsit LSD, amfetamine și cocaină. În aceeași emisiune, precum și într-un interviu acordat Realitatea FM, David a răspuns acuzațiilor, precizând că el nu a consumat droguri și că legătura sa cu ancheta respectivă a fost una marginală. Apartamentul în care s-a făcut percheziția nu era al său, ci al prietenei sale, care îl închiriase unui partener de afaceri olandez, partener care a fost vizat de această anchetă.

### Achitare definitivă
Cristian David a fost trimis în judecată de DNA în 16 iulie 2015, alături de Gheorghe Doliu, Valeriu Roger Nițescu, fostul șef de cabinet al lui David, și Marian Cristinel Bîgiu, prefect al județului Buzău în februarie 2008, dată la care procurorii l-au acuzat pe David că ar fi primit o mită de 500.000 de euro pentru a interveni la prefectul Bîgiu în vederea facilitării rezolvării unui dosar de revendicare. Cristian David a fost condamnat la 5 ani de închisoare cu executare de magistrații instanței supreme. Judecătorii au decis și confiscarea sumei de 500.000 de euro. 

Cu toate acestea, după ce interceptările telefonice realizate de Serviciul Român de Informații au fost înlăturate ca probe din dosar, la apel, Cristian David a fost achitat de toate acuzațiile.

## Viața personală
Cristian David vorbește limbile engleză și franceză. El a divorțat de prima soție. La data de 11 noiembrie 2005, în orașul Viena, Cristian David s-a căsătorit pentru a doua oară cu creatoarea de modă și notarul public Vanda Vlasov, sora geamănă a creatoarei de modă Ingrid Vlasov și fiică a controversatului avocat ieșean Mihail Vlasov, care este și președinte al Camerei de Comerț Iași.
Conform presei, după căsătoria cu Vanda Vlasov, averea ministrului s-a dublat, soția sa deținând în proprietate două apartamente în zone scumpe din București - unul în zona Decebal și celălalt pe Strada Armenească, valoarea lor depășind 300.000 de euro. După propria estimare, averea familiei se cifrează pe la 500-600.000 de euro, numai bijuteriile soției valorând 40.000 de euro.

## Lucrări prezentate/publicate
- Comparații internaționale prin metode statistice (ASE, 2004)
- Sistemul informațional statistic și calitatea datelor și Metoda optimizării canonice în volumul Conferinței internaționale de informatică economică - ediția 7 (București, mai 2005)
- Managementul strategic în statistică – lucrare prezentată la Simpozionul international organizat de EUROSTAT și AELS în Serbia-Muntenegru, iulie 2005. În "Revista Română de Statistică" nr.6/2005
- Dinamica legislației europene. Legea cadru a statisticii la nivel European. În "Revista Română de Statistică" nr.1/2006